# Ignatowo (rejon wołogodzki)
Ignatowo (ros. Игнатово) – wieś w Rosji, w rejonie wołogodzkim obwodu wołogodzkiego. W 2010 r. liczyła 16 mieszkańców.